# Лугове (Жмеринський район)
Лугове́ — селище в Україні, у Барській міській громаді Жмеринського району Вінницької області.

## Назва
7 червня 1946 р. селище радгоспу Маремонд отримало назву «Лугове».

## Історія
Відповідно до Розпорядження Кабінету Міністрів України від 12 червня 2020 року № 707-р «Про визначення адміністративних центрів та затвердження територій територіальних громад Вінницької області» увійшло до складу Барської міської громади.
19 липня 2020 року, в результаті адміністративно-територіальної реформи та ліквідації Барського району, селище увійшло до складу Жмеринського району.

## Пам'ятки
- Парк-пам'ятка садово-паркового мистецтва місцевого значення Парк-садиба «Лугове»